# Oclemena
Oclemena là một chi thực vật có hoa trong họ Cúc (Asteraceae).

## Loài
Chi Oclemena gồm các loài: